# Söhlde
Söhlde là một đô thị ở huyện Hildesheim trong bang Niedersachsen, Đức. Đô thị Söhlde có diện tích 57,09 km², dân số thời điểm ngày 31 tháng 12 năm 2006 là 8315 người. Đô thị này có cự ly khoảng 20 km về phía đông của Hildesheim, và 10 km về phía tây bắc của Salzgitter.